# Negativo en color
Un negativo o cliché en color es, en términos de fotografía, una película fotográfica que permite la captura de imágenes en color a través de una cámara para seguidamente ser reveladas o positivadas en papel o en diapositiva.

## Elementos de las películas en color
Las películas en color están formadas por tres capas de diferentes emulsiones en blanco y negro que sensibilizan con las diferentes longitudes de onda de luz, más en concreto con los colores azul, verde y rojo respectivamente. Producen una imagen a través de tonalidades  negativas y colores complementarios (amarillo, cían y magenta). Esto significa que cada capa de emulsión contiene un copulador cromo genio químico, un colorante amarillo en la capa sensible al color azul, magenta en la capa sensible al verde, y cían en la capa sensible al rojo. Así pues, en los negativos en color se obtiene una imagen en los colores complementarios de los originales.

Espectro de colores

La mayoría de negativos en colores han sido pensados para ser utilizados con luz diurna o flash, es decir, en espacios con gran luminosidad.

## El proceso de revelado

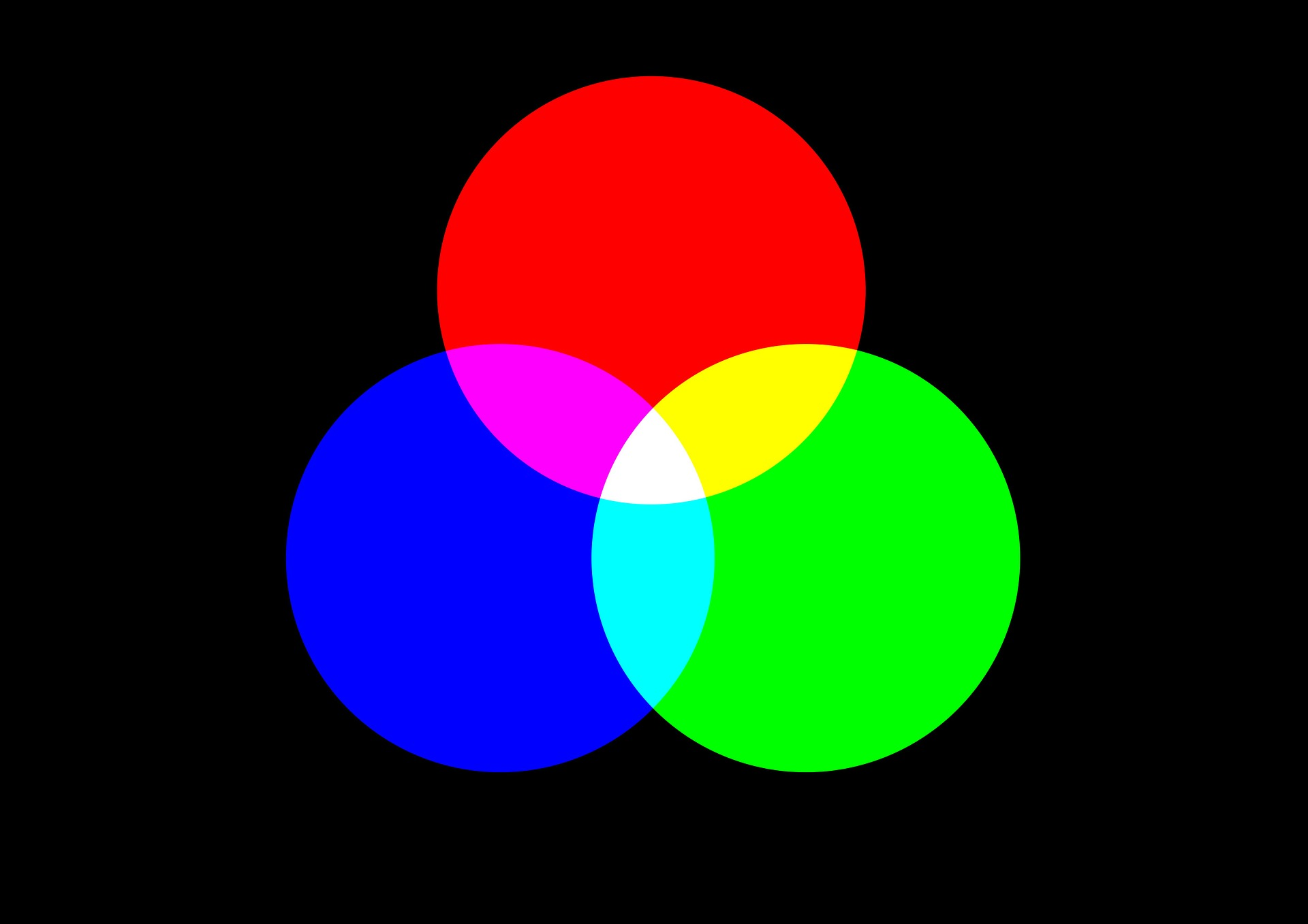
Colores primarios (azul, verde, rojo) con sus colores complementarios (amarillo, cían, magenta)

Durante el proceso de revelado, los copuladores actúan transformándose en el color del colorante solamente allí donde los haluros de plata de la fotografía se ven afectados por la luz. De este modo, se consigue que, gracias al líquido revelador, los haluros se revelen de la plata negra. Al final del proceso, se extrae la capa de plata y se obtiene una imagen en colores complementarios. Lo que consistía en una capa sensible al color azul ahora contiene en una imagen las zonas azules de la cual se han transformado en una imagen de color amarillo. Lo mismo sucede con las capas sensibles a los colores verde y rojo. La capa sensible al color verde registrará imágenes en color magenta y la capa sensible al rojo, en color cían. Cada una se relaciona con su color complementario opuesto o negativo. Los colores blanco y negro quedan registrados en las tres capas. Así pues, al superponer las tres capas de colores  surgirá la imagen negativa normal en color.